# Qax (Stadt)
Qax, auch Gakh (georgisch კახი/Kachi), ist eine Stadt in Aserbaidschan. Sie ist Hauptstadt des Bezirks Qax. Die Stadt liegt an den Ufern des Flusses Kurhumchai. Der Name bedeutet so viel wie Festung.
In der Stadt leben 14.500 Einwohner (Stand: 2021). 2014 betrug die Einwohnerzahl etwa 13.900. Eine große Minderheit sind Georgier. In der Stadt gibt es ein Kulturzentrum und eine alte georgisch-orthodoxe Kirche.
Es bestehen Busverbindungen nach Baku sowie nach Russland und Georgien. Es existiert auch ein Bahnhof, außerhalb der Stadt.

## Persönlichkeiten
- Nuza Gogoberidse (1902–1966), Filmregisseurin